# كبوسين أسبلوندي
كبوسين أسبلوندي (الاسم العلمي: Tropaeolum asplundii) هو نوع من النباتات يتبع جنس الكبوسين من الفصيلة الكبوسينية.